# Georg Straus
Georg Straus (* 18. September 1926 in Bad Kissingen; † 13. Januar 2014 ebenda) war ein deutscher Kommunalpolitiker, Verbandsfunktionär und Unternehmer.

## Leben
Georg Straus besuchte in seiner Jugend das Internat der Regensburger Domspatzen sowie das Kissinger Realgymnasium (inzwischen Jack-Steinberger-Gymnasium). Mit 16 Jahren wurde er als Flakhelfer eingezogen. Mit Erreichen der Volljährigkeit wurde er noch ca. ein Jahr als Soldat im Zweiten Weltkrieg eingesetzt. Nach dem Krieg erwarb er am Kissinger Realgymnasium im Rahmen des Notabiturs die allgemeine Hochschulreife.

## Unternehmerische Tätigkeit
Nach dem Abitur stieg Georg Straus in den elterlichen Malerbetrieb in Bad Kissingen ein, den er bis Mitte der 50er Jahr sukzessive vollständig übernahm.

## Politisches Engagement
In den Stadtrat wurde Georg Straus erstmals 1972 gewählt und war durchgehend Mitglied bis 1996. Als zweiter Bürgermeister diente er der Stadt Bad Kissingen in Stellvertretung von Hans Weiss in den Jahren 1978 bis 1984. Danach wurde er 1984 zum Oberbürgermeister gewählt. Dieses Amt hatte er bis 1990 inne. In diesem Jahr verlor er die Stichwahl gegen seinen Nachfolger Christian Zoll.
Als Oberbürgermeister widmete er sich auch der Aussöhnung und aktiven Kontaktaufnahme mit den ehemaligen jüdischen Mitbürgern, die im Rahmen des Holocaust Deutschland verlassen mussten. Ergebnis dieser Bemühungen war unter anderem das Buch als auch die Dauerausstellung „Jüdisches Leben in Bad Kissingen“, welche seit 1988 besteht. Hieraus resultierte auch die Kontaktaufnahme zu dem gebürtigen Kissinger Jack Steinberger, mit dem ihn eine enge Freundschaft verband.
Zudem war Georg Straus einer der Initiatoren des Kissinger Sommers. Dieser wurde unter seiner politischen Führung 1986 aus der Taufe gehoben.

## Verbandstätigkeit
Georg Straus war in der Maler- und Lackiererinnung Bad Kissingen engagiert und zwischen 1970 und 1983 deren Obermeister. Er wurde aufgrund seiner besonderen Verdienste zum Ehrenmeister ernannt.